# 四王
四王，指清朝四位王姓山水画代表画家，分别是王時敏、王鑑、王翬和王原祁，都是苏州府（治今江苏省苏州市）人。
- 王時敏（1592年—1680年），字遜之，号煙客，晚号西廬老人，江苏太仓人。代表作为《云壑烟滩图》。
- 王鑑（1598年—1677年），字元照，一字圓照，号湘碧，又号染香庵主，江苏太仓人。代表作为《梦境图》、《夏山图》。
- 王翬（1632年—1717年），字石谷，号耕煙散人、劍門樵客、烏目山人、清暉老人等，江苏常熟人。代表作为《溪山红树图》、《仿董源夏景山口待渡图》等。
- 王原祁（1642年—1715年），字茂京，号麓台，一号石師道人，江苏太仓人。代表作为《山中早春图》、《辋川图》、《仿黄子九山水图》等。

他们分为两代人，第一代王时敏与王鉴是董其昌的朋友；第二代的王原祁是王时敏之孙，王翚是王鉴的学生。“四王”遵从晚明董其昌的“南北宗论”，倾心师古，精研笔墨，追求文人画意趣。其中王时敏取法黄公望，笔墨秀雅苍润，法度严谨；王鉴深研“元四家”并上溯至五代董源、巨然，水墨、设色俱精；王翚兼取南北宗画法，集古而大成；王原祁注重皴染，笔墨浑厚，经营章法布局。以王原祁、王翚为首分别形成“娄东派”和“虞山派”，二派门下弟子众多，以王原祁族弟王昱、侄王愫，弟子黄鼎、王敬铭、金永熙、李为宪、曹培源、华鲲及温仪、唐岱等为著；其后有王原祁曾孙王宸、王昱从子王三锡，以及盛大士、黄均、王学浩等。其中王翚弟子宋骏业、王原祁弟子唐岱及再传弟子张宗苍等均供职内廷，深得皇帝赏识，他们的艺术风格形成了当时山水画的正统，对清代山水画坛影响深远。
除四王外，王昱、王愫、王宸、王玖合称“小四王”，王三锡、王廷元、王廷周、王鸣韶合称“後四王”。